# Cheiracanthium fibrosum
Cheiracanthium fibrosum es una especie de araña del género Cheiracanthium, familia Cheiracanthiidae, suborden Araneomorphae. Fue descrita científicamente por Zhang, Hu & Zhu en 1994.

## Distribución
Se distribuye por China.